# Gäddtjärnarna (Mora socken, Dalarna)
Gäddtjärnarna är en sjö i Mora kommun i Dalarna och ingår i Dalälvens huvudavrinningsområde. Sjön har en area på 0,0761 kvadratkilometer och ligger 249,9 meter över havet.

## Delavrinningsområde
Gäddtjärnarna ingår i det delavrinningsområde (678177-141111) som SMHI kallar för Nedlagd mätstation. Medelhöjden är 286 meter över havet och ytan är 9,47 kvadratkilometer. Räknas de 526 avrinningsområdena uppströms in blir den ackumulerade arean 6 084,75 kvadratkilometer. Avrinningsområdets utflöde Dalälven (Österdalälven) mynnar i havet. Avrinningsområdet består mestadels av skog (77 procent). Avrinningsområdet har 0,3 kvadratkilometer vattenytor vilket ger det en sjöprocent på 3,1 procent. Bebyggelsen i området täcker en yta av 0,38 kvadratkilometer eller 4 procent av avrinningsområdet.